# Antsiranana
Antsiranana (sve do 1975. zvana Diego Suarez), sedmi po veličini grad Madagaskara s 80 001 stanovnikom na krajnjem sjeveru otoka, upravno središte Regije Diane Distrinkta Toliare I. i Provincije Antsiranane.
Antsiranana na malagaškom znači luka, a to joj ime potpuno odgovara jer se nalazi u istoimenom zaljevu (drugom po veličini na svijetu) koji je sam po sebi odlična prirodna luka. Grad se razvio iz francuske pomorske baze.
Grad je središte sveučilišta, koje djeluje u sklopu malegaškog sveučilišta od 1977. godine.

## Povijest
Portugalski moreplovac Diego Suarez bio je prvi Europljanin koji se usidrio u Zaljevu Antsiranana 1543. godine. Idući Portugalac Hernan Suarez koji je doplovio do zaljeva 1606., osnovao je naselje, i nazvao ga po svom prethodniku Diego Suarez.
Postoji hipotetska mogućnost da je Antsiranana bila kraj u kojoj je egzistirala Libertalia, jedna utopijsko-anarhistička zajednica, koju su u drugoj polovini 17. stoljeća osnovali talijanski svećenik Angelo Caraccioli i francuski gusar Misson. Libertalia je ukinula ropstvo čak 150 godina prije bilo koje europske države, i egzistirala samo tridesetak godina dok je nisu uništili domoroci. Današnji povjesničari sumnjaju u postojanje ove neobične republike, o kojoj je raširio glas poznati pirat Charles Johnson u svojoj knjizi A General History of the Pyrates izdatoj 1724. godine.
Francuzi su 1880. zaposjeli zaljev i okolinu željevši u njemu izgraditi bazu za utovar ugljena za svoje parobrode. 
Nakon Prvog francuskog-hova rata, malegaška kraljica Ranavalona III. bila je prisiljena 17. rujna 1885. potpisati sporazum s Francuzima, i prodati im za protektorat zaljev s okolinom kao i otoke Nosi Be i Sainte Marie. Taj čin bio je tek prvi korak prema potpunom zaposjednuću Madagaskara 1896. godine.
Tadašnju luku Diego Suarez rabila je ruska carska pacifička flota na svom putu za Bitku kod Cušime 1905. u doba Rusko-japanskog rata.
Diego Suarez je bio početna točka napada britanskih (Bitka Madagaskar) snaga za Drugog svjetskog rata 1942. jer su se saveznici bojali da bi Višijevska Francuska mogla prepustiti Madagaskar Japanu kao što je to napravila s Francuskom Indokinom godinu dana ranije. Diego Suarez je odabran kao početna točka napada zbog svoje izvrsne luke, i zbog toga što je bio središte mnogih važnih kolonijalnih službenika. Grad je bio mjesto napada japanskih mini podmornica na usidrene britanske brodove.
Francuska je i nakon priznanja malegaške neovisnosti 1960. nastavila koristiti Antsirananu kao vojnu bazu sve do socijalističke revolucije 1973. godine.

## Zemljopisna i klimatska obilježja
Antsiranana leži duboko na jugu prostranog zaljeva (koji se zapravo sastoji od više zaljeva), na poluotoku između zaljeva Andovobazahe i zaljeva Cul de Sac Gallois na krajnjem sjeveru Madagaskara odakle se širi prostranstvo Indijskog oceana zbog čega je i danas iznimno važna luka (treća po prometu) u zemlji. 
Južno od grada prostire se šumoviti masiv Tsaratanana, s najvišim vrhom u zemlji Maromokotrom (2 876 m). 
Antsiranana je udaljena 1 082 km od glavnog grada Antananariva i oko 800 km od Mahajange. 25 km južnije je gradić Ambohitra. Antsiranana ima vruću tropsku klimu, prosječna dnevna temperatura je oko 30°C.
| Klimatološki srednjaci za Antsirananu (6 m) | Klimatološki srednjaci za Antsirananu (6 m) | Klimatološki srednjaci za Antsirananu (6 m) | Klimatološki srednjaci za Antsirananu (6 m) | Klimatološki srednjaci za Antsirananu (6 m) | Klimatološki srednjaci za Antsirananu (6 m) | Klimatološki srednjaci za Antsirananu (6 m) | Klimatološki srednjaci za Antsirananu (6 m) | Klimatološki srednjaci za Antsirananu (6 m) | Klimatološki srednjaci za Antsirananu (6 m) | Klimatološki srednjaci za Antsirananu (6 m) | Klimatološki srednjaci za Antsirananu (6 m) | Klimatološki srednjaci za Antsirananu (6 m) | Klimatološki srednjaci za Antsirananu (6 m) |
| mjesec                                      | sij                                         | velj                                        | ožu                                         | tra                                         | svi                                         | lip                                         | srp                                         | kol                                         | ruj                                         | lis                                         | stu                                         | pro                                         | godina                                      |
| ------------------------------------------- | ------------------------------------------- | ------------------------------------------- | ------------------------------------------- | ------------------------------------------- | ------------------------------------------- | ------------------------------------------- | ------------------------------------------- | ------------------------------------------- | ------------------------------------------- | ------------------------------------------- | ------------------------------------------- | ------------------------------------------- | ------------------------------------------- |
| srednji maksimum, °C                        | 30,2                                        | 30,2                                        | 30,6                                        | 31,0                                        | 30,4                                        | 29,3                                        | 28,7                                        | 28,7                                        | 29,5                                        | 29,3                                        | 31,5                                        | 31,4                                        | 30                                          |
| srednji minimum, °C                         | 23,8                                        | 23,7                                        | 23,9                                        | 23,6                                        | 22,6                                        | 22,2                                        | 21,6                                        | 21,4                                        | 22,0                                        | 22,2                                        | 23,5                                        | 23,9                                        | 22,4                                        |
| oborine, mm                                 | 337,5                                       | 305,8                                       | 179,4                                       | 52,3                                        | 13,4                                        | 19,1                                        | 19,0                                        | 18,7                                        | 8,8                                         | 17,4                                        | 54,6                                        | 170,8                                       | 1196,8                                      |
| Izvor:                                      |                                             |                                             |                                             |                                             |                                             |                                             |                                             |                                             |                                             |                                             |                                             |                                             |                                             |

## Gospodarstvo i promet
Antsiranana je i pored toga što je vrlo izolirana još uvijek jedna od većih luka po prometu na Madagaskaru, koja se najviše rabi za prijevoz poljoprivrednih proizvoda i stoke iz unutrašnjosti. Tako lokalno gospodarstvo još uvijek jako ovisi o luci, popravku i izgradnji brodova. Pored toga u gradu postoje tvornice sapuna, kemikalija i prehrambenih proizvoda te solana.
Grad ima i malu zračnu luku Antsiranana - Arrachart (IATA: DIE ICAO: FMNA) iz koje postoje linije za Antananarivo, Mahajangu, Nosi Be, Sambavu i prekomorske za Dzaoudzi (Mayotte) i Saint-Denis na Reunionu. Državnom cestom br. 6 grad je povezan s Antananarivom i ostalim malegaškim gradovima.
Većina ljudi u regiji žive u nizinama uz istočnu i zapadnu obalu, i bavi se uzgojem riže, manioka, slatkog krumpira, kikirikija, šećerne trske i vanilije.
U okolini grada nalazi se Nacionalni park Planine Amber poznat po vodopadima i vulkanskim jezerima i velikom broju različitih biljaka i životinja.

## Vanjske poveznice
- Antsiranana, na internetskim stranicama enciklopedije Britannice
- Antsiranana, na portalu madagascar-vision
- Port of Antisranana, na portalu ports.com  Arhivirana inačica izvorne stranice od 8. prosinca 2015. (Wayback Machine)